# Sicanje
Sicanje je običaj tetoviranja Hrvata katolika u Bosni i Hercegovini.

## Povijest
Najviše se je prakticiralo kada je Bosna i Hercegovina pala pod osmanlijsku vlast. "Sicalo" se ruke, čela i prsa.
Zemljopisno je ovaj običaj najviše bio raširen među Hrvatima u Bosni, nešto manje u Hercegovini, Tropolju, a postojao je i u Dalmaciji.
Kako su Turci otimali kršćansku djecu i slali ih u Tursku da budu janjičari i sluge (kao što su oteli i djecu bosanske kraljice Katarine koja je BiH u nasljeđe ostavila Svetoj Stolici u Rimu, sve dok joj se djeca ne vrate katoličkoj grudi i vjeri), katolici su tako željeli zaštitili svoju djecu i zauvijek ih obilježiti, kako bi znali kome pripadaju. Kasnije su Turci običavali iskoristiti pravo prve bračne noći, t.j. spavali bi s tek vjenčanom djevojkom prije nego to učini njezin muž. Po predaji, katolici su tako tetovirali svoje djevojke, kako bi bile odbojne muslimanima i kako bi u slučaju da ih odvedu, uvijek znale što su nekad bile.
Tetovirana su muška i ženska djeca od 3. do 18. godine i to na blagdan Svetog Josipa, Blagovijest, Veliki petak i u Korizmeno vrijeme pomoću prirodnih materijala kao što su med, ugljen, pljuvačka i majčino mlijeko. Teme su bile: razbojnički križ, Jeličin križ itd. Tetoviranje je bilo redovito do 1938. godine, a od onda je u padu. Zadnja osoba koja se je sicala tradicijski načinom rođena je 1969., a mati ju je sicala 1984. godine.
Običaj tetoviranja Hrvata katolika u Bosni i Hercegovini istraživao je arheolog i povjesničar Ćiro Truhelka (1865. – 1942.).

## Unutarnje poveznice
- Bosna i Hercegovina u Osmanskom Carstvu
- Hrvati Bosne i Hercegovine
- katoličanstvo u Hrvata Bosne i Hercegovine
- etnologija Hrvata Bosne i Hercegovine
- život i običaji Hrvata Bosne i Hercegovine

## Vanjske poveznice
- Kockice.ba Dražen Čolić: Običaji tetoviranja u bosanskom kraju, 24. ožujka 2017.
- Fotografije i informacije
- Croatianhistory
- Tetoviranje u Rami  Arhivirana inačica izvorne stranice od 20. studenoga 2008. (Wayback Machine)
- Tetoviranje u Bosni  Arhivirana inačica izvorne stranice od 28. kolovoza 2010. (Wayback Machine)
- Facebook Traditional Croatian Tattoo
- Kroativ.at  Arhivirana inačica izvorne stranice od 22. rujna 2017. (Wayback Machine) Anto Sluganović: Fotoreportaža sa snimanja dokumentarnog filma „Sicanje, bocanje, tetoviranje“